# الناظر (فلم)
الناظر، فيلم سينمائي مصري من إنتاج عام 2000، كان اسم الفيلم في البداية الناظر صلاح الدين لكن تم تعديل الاسم لأسباب رقابية، ولعل السبب هو أن العنوان مأخوذ من فيلم تاريخي اسمه الناصر صلاح الدين، وإن كان الفيلم يظهر في بعض المصادر باسمه الأصلي.
الفيلم من بطولة الفنان المصري الراحل علاء ولي الدين وحسن حسني وأحمد حلمي وهشام سليم ومحمد سعد، وعدد من الممثلين ومن إخراج شريف عرفة.
جسد علاء ولي الدين 6 شخصيات في الفيلم: في بداية الفيلم الناظر في عصر الفراعنة والناظر في عصر المماليك والناظر في عصر سعد زغلول أما في الفيلم نفسه صلاح الابن وعاشور الأب وجواهر الأم.
هذا الفيلم هو أول ظهور لشخصية اللمبي المشهورة التي أدّاها محمد سعد، قبل عامين من أداءها في الفيلم الشهير (اللمبي).

## أحداث الفيلم
تدور أحداث الفيلم حول عاشور صلاح الدين (علاء ولي الدين) ناظر مدارس عاشور الذي أنجب ولد يدعي صلاح (علاء ولي الدين) وهو ابن جواهر المرأة التي يجسدها علاء ولي الدين وقد تسبب موت عاشور في انهيار مدرسته فاضطر صلاح لأن يتولى إدارة المدرسة بدلًا من أبيه ويتورط في علاقات كوميدية مع شخصيتي عاطف (أحمد حلمي) و اللمبي (محمد سعد) وقام صلاح بالزواج من وفاء معلمة الموسيقى (بسمة) لينجب طفلًا آخر.

## وصلة خارجية
- مقالات تستعمل روابط فنية بلا صلة مع ويكي بيانات